# Бальчюнайте, Эгле
Эгле Бальчюнайте (лит. Eglė Balčiūnaitė, род. 31 октября 1988, Шяуляй) — литовская легкоатлетка, которая специализируется в беге на 400 и 800 метров. В настоящее время ей принадлежат национальные рекорды Литвы в беге на 400 метров в помещении (53,47) и 800 метров в помещении (2:01,23). Она представляла Литву на летних Олимпийских играх 2008 года.  Бальчюнайте является многократной чемпионкой Литвы в беге на 800 метров, также побеждала на дистанции 400 метров (на открытом воздухе и в помещении).
На международных соревнованиях Бальчюнайте выступает с 2007 года, на летних Олимпийских играх 2008 года в Пекине представляла Литву в беге на 800 метров. Она успешно прошла квалификацию, установив новый личный рекорд (2:00,15), но в полуфинале пришла к финишу лишь седьмой. В 2009 году Бальчюнайте выиграла серебряную медаль чемпионата Литвы в беге на 800 метров и выступала на молодёжном чемпионате Европы в Каунасе, где стала шестой. В 2010 году она выиграла золотые медали чемпионата Литвы в беге на 400 и 800 метров, на клубном чемпионате мира в Португалии установила новый национальный рекорд в беге на 400 метров в помещении (53,47), а на чемпионате мира в Дохе — аналогичный рекорд на дистанции 800 метров (2:01,37). Последний рекорд был улучшен через год на соревнованиях в Дюссельдорфе. В 2013 году Бальчюнайте выиграла свою первую медаль на серьёзном международном уровне, став бронзовым призёром казанской универсиады в беге на 800 метров.
5 января 2023 года спортсменка объявила о завершении карьеры.